# گرالت ریویا
گرالت ریویا شخصیت اصلی سری رمان و بازی‌های ویچر است. او معمولاً به شکار هیولا برای کسب درآمد می‌پردازد.

## بیوگرافی داستانی
گرالت نسبت به دیگر ویچرها منحصر به فردتر است؛ او سرنوشتی متفاوت داشته و همه‌چیز دست‌به‌دست هم داده است تا او قوی‌ترین ویچر نیز باشد. پدر گرالت سربازی به نام کرین و مادرش ویسنا نام داشت.
در دوران کودکی مادرش او را به کوه جادوگران برد و گرالت تحت آزمایش‌های زیادی قرار گرفت تا توانایی‌های خود را به‌دست‌آورد. او جزو گروهی بود که آزمایش‌های اضافی و سختی رویشان به انجام رسید و گرالت تنها کسی بود که از آن گروه زنده بیرون آمد.
گرالت همان‌طور که توانایی‌های متفاوتی نسبت به دیگر ویچرها داشت، دچار تغییرات ظاهری نیز شد و به واسطهٔ از دست دادن رنگ‌دانه‌های بدنش، پوست و موی سفید رنگ دارد و به همین دلیل به او لقب گرگ سفید داده‌اند. او چشمانی زرد رنگ دارد که از تأثیر ترکیب مواد مختلف توسط وی به این رنگ درآمده و در هنگام عصبانیت قرمز می‌شوند. او پس از گذراندن آموزش‌های جادوگری مدال گرگ را به مانند باقی ویچرها دریافت کرد. مدالی که نشانی برای دنیای ویچر به حساب می‌آید و گرالت همیشه آن را بر گردنش آویزان کرده است.
او فنون رزمی و آموزش‌های مربوط به میدان مبارزه را در سرزمین روچ فرا گرفته و شکار هیولاها را از همان‌جا آغاز کرده است. به همین دلیل اسم روچ را برای اسب‌های خود انتخاب می‌کند. گرالت بسیار دلیر، درون‌گرا و باهوش است.